# Mayorella verspertlioides
Mayorella verspertlioides is een soort in de taxonomische indeling van de Amoebozoa. Deze micro-organismen hebben geen vaste vorm en hebben schijnvoetjes. Met deze schijnvoetjes kunnen ze voortbewegen en zich voeden. Het organisme komt uit het geslacht Mayorella en behoort tot de familie Paramoebidae.